# Hypodryas sterlineata
Hypodryas sterlineata är en fjärilsart som beskrevs av Turati 1923. Hypodryas sterlineata ingår i släktet Hypodryas och familjen praktfjärilar. Inga underarter finns listade i Catalogue of Life.